# Johannes V. Jensen Land

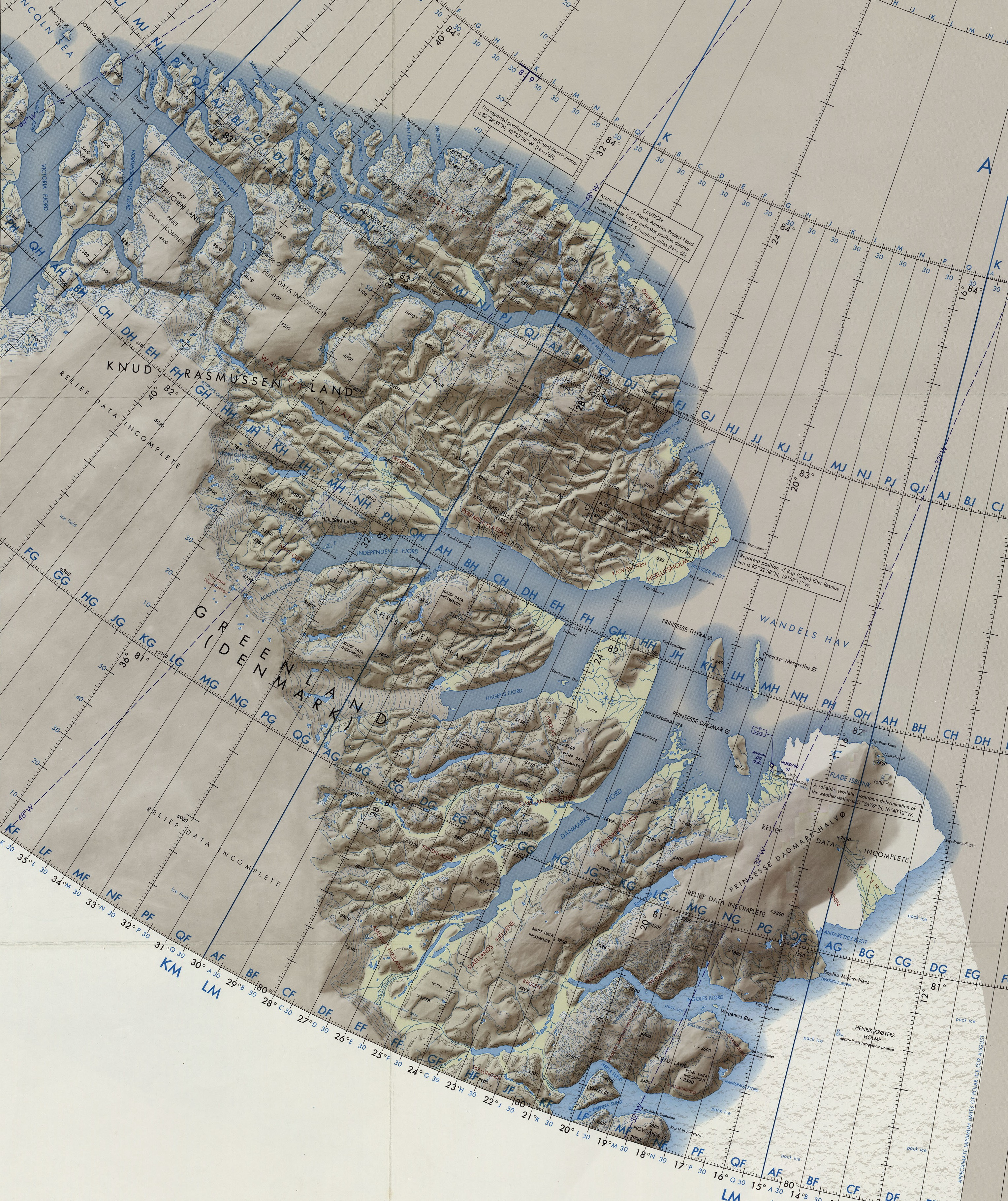
Karte von Nordgrönland mit
Johannes V. Jensen Land (nicht namentlich bezeichnet)

Johannes V. Jensen Land ist eine grönländische Region im Nordost-Grönland-Nationalpark.

## Geografie
Die Region befindet sich im äußersten Norden Peary Lands und ist damit die nördlichste Landregion Grönlands sowie der Erde. Im Norden und Osten grenzt sie an den Arktischen Ozean. Die Südgrenze wird durch den Frederick E. Hyde Fjord und das Tal Nordpasset gebildet. Im Westen endet sie am Weyprecht Sund. Sie umfasst somit auch Amundsen Land im Süden und Gertrud Rask Land im Nordwesten.

## Geschichte
Eigil Knuth benannte die Region während seiner ersten Peary-Land-Expedition von 1947 bis 1950 nach seinem Freund, dem dänischen Literaturnobelpreisträger Johannes Vilhelm Jensen. Einige weitere Ortsnamen in der Region beziehen sich auf von ihm geschriebene Bücher.
Erst zum Ende der Expedition kam Knuth nach Johannes V. Jensen Land, wo er vor allem am Frigg Fjord Überreste früherer Besiedelung fand. Da er vor allem bearbeitetes Holz fand, nannte er den Fundplatz Qissivik („Wo man Treibholz findet“). Anfang der 1980er Jahre kehrte er zu drei Expeditionen in die Gegend zurück und fand weitere archäologische Stätten. Alle lassen sich vor allem der Independence-I-Kultur zurechnen. Sehr wenige Fundstätten bezeugen die Independence-II-Kultur und die Thule-Kultur, die hier nur kurzzeitig vorzufinden waren. Die archäologischen Spuren belegen, dass auch der nördlichste Landstriche der Erde zeitweise von Menschen besiedelt war.